# Nýrovce
Nýrovce (Hongaars: Nyír) is een Slowaakse gemeente in de regio Nitra, en maakt deel uit van het district Levice.
Nýrovce telt 566 inwoners.
Iets meer dan de helft van de inwoners is Hongaars, eerder waren de Hongaren in Nyír ruim in de meerderheid. De gemeente ligt op de grens van de Hongaars-Slowaakse taalgrens.